# Sánchez-Casal Cup 2021
Il 'Sánchez-Casal Cup 2021 è stato un torneo maschile tennis professionistico. È stata la 4ª edizione del torneo, facente parte della categoria Challenger 80 nell'ambito dell'ATP Challenger Tour 2021, con un montepremi di 44 820 €. Si è svolto dal 4 al 10 ottobre 2021 sui campi in cemento dell'Academia Sánchez-Casal di Barcellona, in Spagna.

## Partecipanti

### Teste di serie
| Nazionalità          | Giocatore               | Ranking* | Testa di serie |
| -------------------- | ----------------------- | -------- | -------------- |
| Francia              | Hugo Gaston             | 116      | 1              |
| Slovacchia           | Alex Molčan             | 119      | 2              |
| Spagna               | Bernabé Zapata Miralles | 120      | 3              |
| Bosnia ed Erzegovina | Damir Džumhur           | 136      | 4              |
| Serbia               | Nikola Milojević        | 141      | 5              |
| Australia            | Marc Polmans            | 158      | 6              |
| Germania             | Cedrik-Marcel Stebe     | 160      | 7              |
| Rep. Ceca            | Jiří Lehečka            | 177      | 8              |

* Ranking al 27 settembre 2021.

### Altri partecipanti
I seguenti giocatori hanno ricevuto una wild card per il tabellone principale:
- Pablo Llamas Ruiz
- Alejandro Moro Cañas
- Nikolás Sánchez Izquierdo

I seguenti giocatori sono entrati in tabellone come alternate:
- Adrian Andreev

I seguenti giocatori sono passati dalle qualificazioni:
- Nicolás Álvarez Varona
- Georgii Kravchenko
- Matteo Martineau
- Yshai Oliel

I seguenti giocatori è entrato in tabellone come lucky loser:
- Oleksii Krutykh
- Álvaro López San Martín

## Campioni

### Singolare
Dimitar Kuzmanov ha sconfitto in finale  Hugo Gaston con il punteggio di 6–3, 6–0.

### Doppio
Harri Heliövaara /  Roman Jebavý hanno sconfitto in finale  Nuno Borges /  Francisco Cabral con il punteggio di 6–4, 6–3.